# 14988 Tryggvason
14988 Tryggvason (1997 UA7) là một tiểu hành tinh vành đai chính được phát hiện ngày 25 tháng 10 năm 1997 bởi Spacewatch ở Kitt Peak.